# المريض الوهمي

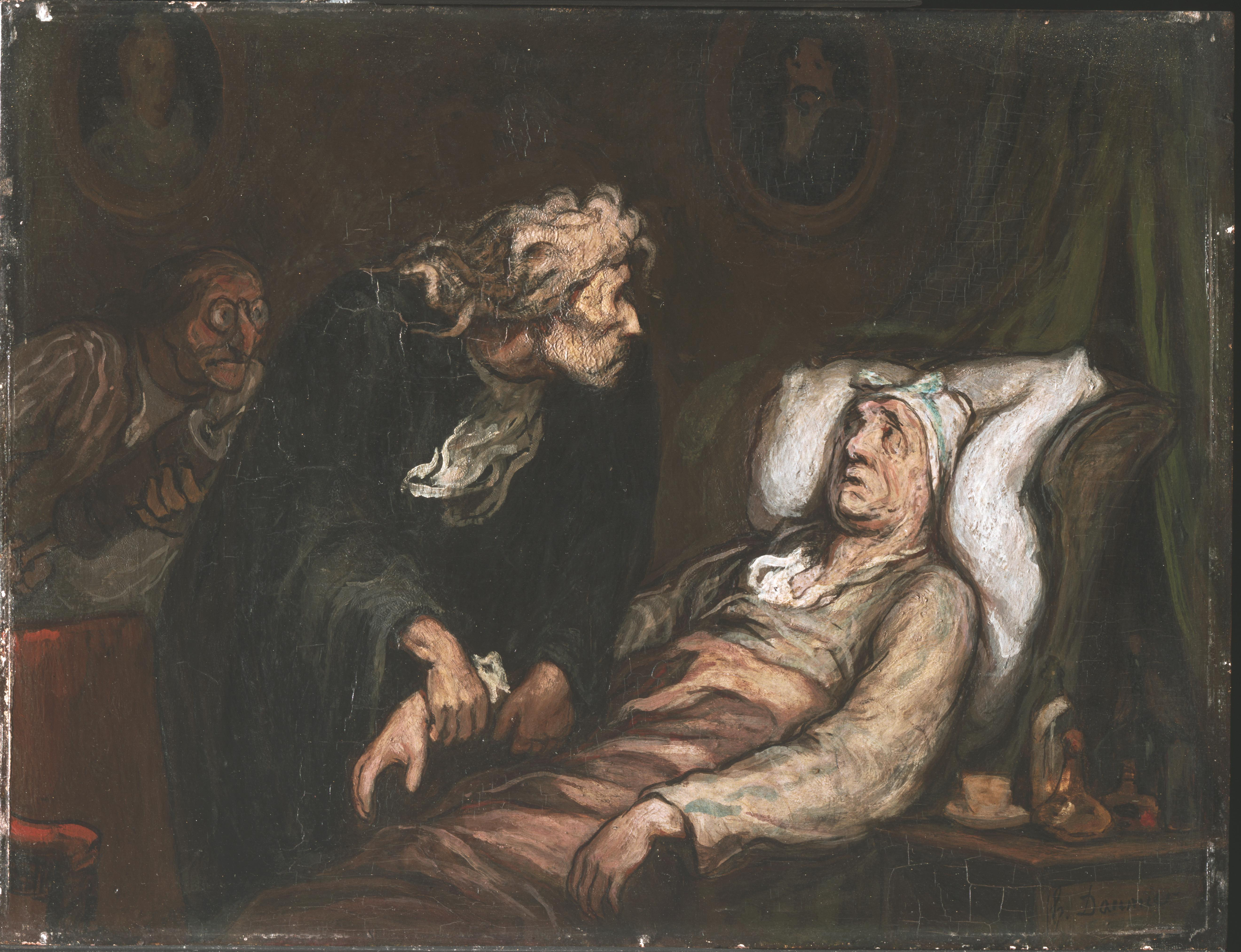

المريض الوهمي (بالفرنسية: Le malade imaginaire)‏ هي مسرحية من كتابة الكاتب المسرحي الفرنسي موليير.
تدور أحداثها حول (أرجان Argan) هذا المريض بالوهم والأناني البخيل، إنه يريد تزويج ابنته من طبيب عرف بادعائه وجهله، في الوقت الذي تحب فيه الابنة الشاب الوسيم الذكي (كليانت) في الآن ذاته فإن (أرجان) يمعن في هلوساته المرضية وتناول الأدوية غير الضرورية ويحاول هذا الأب المريض بالوهم أن يزوج ابنته في أحد الأديرة لإبعادها عن حبيبها، وبينما هو في وهمه المرضي، فإن الخادمة تحاول أن تثير في نفسه كراهية الطب والأطباء فتتنكر في زي طبيبة (بورجون) وتشير عليه أن يبتر من جسمه ذراعاً كي تقوى الذراع الأخرى، وأن يفقأ إحدى عينيه كي تشتد حدة البصر في العين الأخرى، ههنا تبلغ الكوميديا والسخرية ذروتها ويتمكن الأبناء بمساعدة هذه الخادمة – الطبيبة المزيفة – من تخليص أرجان من وهمه المرضي، وكما هي العادة في مسرح ذلك الزمن القرن 17 فإن المشكلات التي كانت في عقدة الـ «مريض بالوهم» تحل جميعاً دفعة واحدة.